# Las Parejas
Las Parejas è un municipio di seconda categoria dell'Argentina, appartenente alla provincia di Santa Fe, nel dipartimento di Belgrano.
Il comune è stato fondato nel 1889, e si trova a 156 km dalla capitale della provincia, Santa Fe
In base al censimento del 2001, contava 11 317 abitanti, con un incremento dell'11,39% rispetto al censimento precedente (1991).
La cittadina ha dato i natali al campione del mondo di calcio di Messico 86, Jorge Valdano.

## Collegamenti esterni

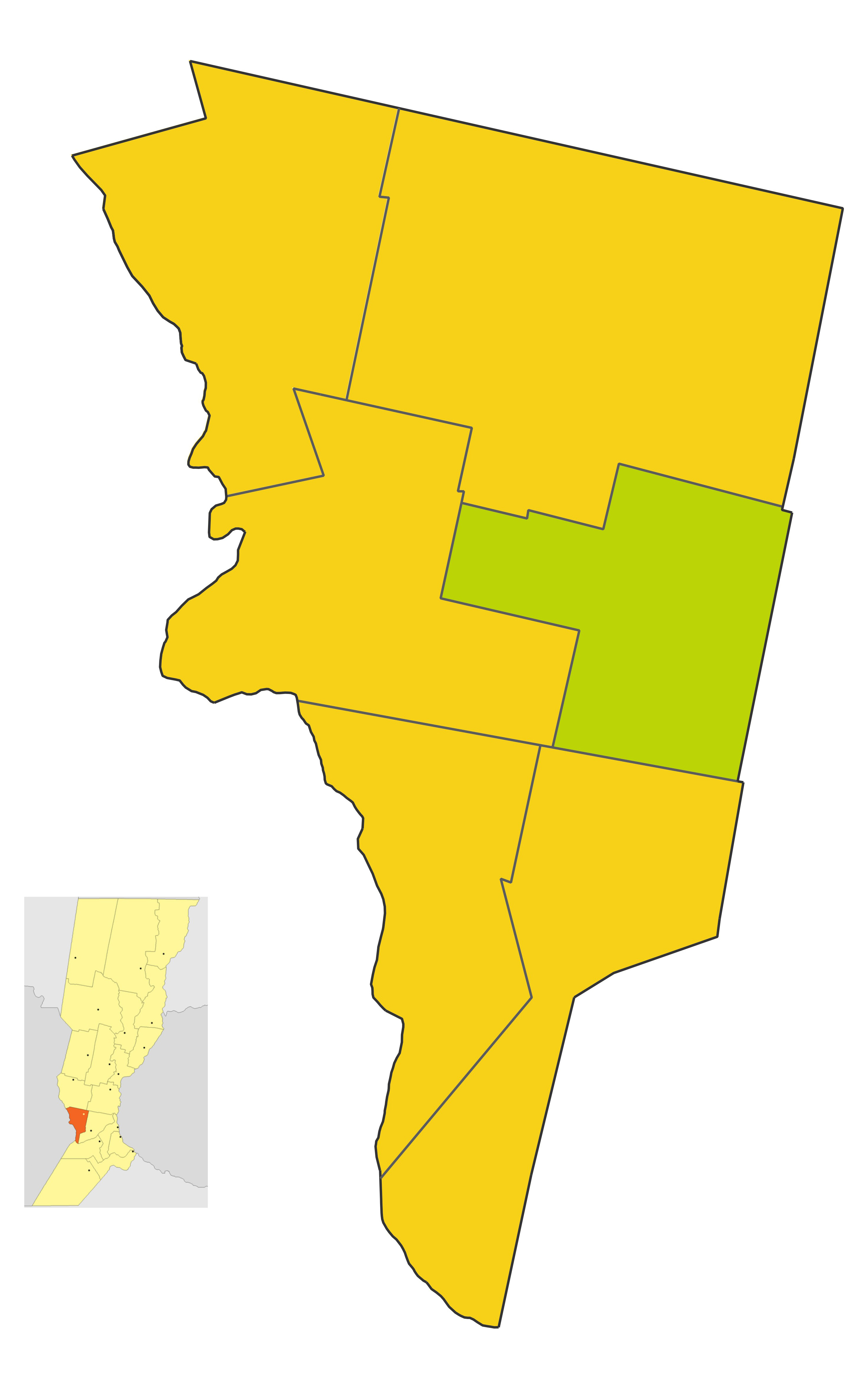
Mappa del Municipio di Las Parejas